# Франц Габль
Франц Габль  (нім. Franz Gabl, 29 грудня 1921) — австрійський гірськолижник, олімпійський медаліст.

## Виступи на Олімпіадах
| Олімпіада        | Дисципліна       | Місце |
| ---------------- | ---------------- | ----- |
| Санкт-Моріц 1948 | швидкісний спуск | 2     |